# Archstein

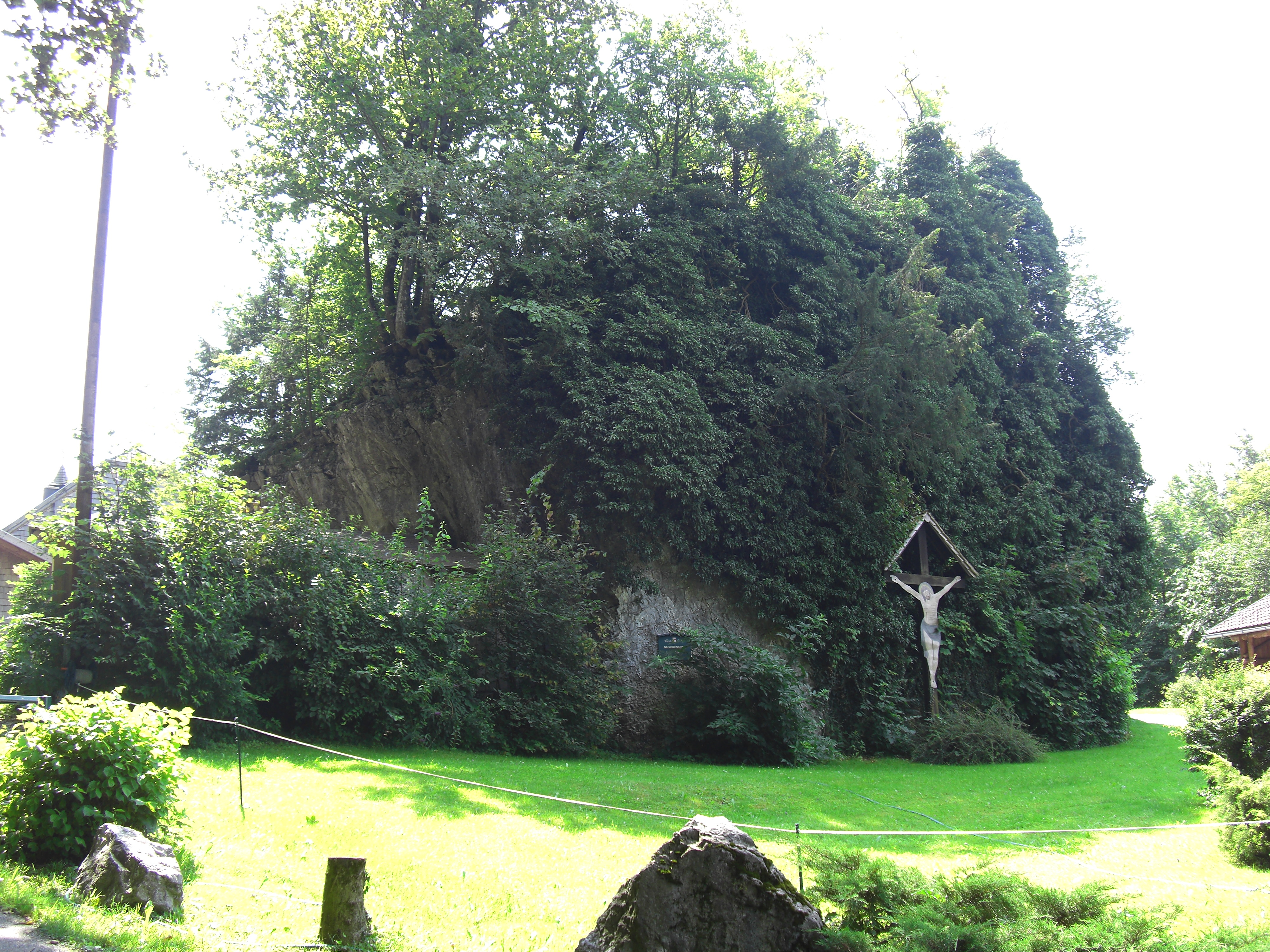
Archstein

Der Archstein ist ein quaderförmiger Kalkblock der in Elsbethen, einem südlichen Vorort der Stadt Salzburg in Österreich, steht. Er ist gemeinsam mit den Trockenen Klammen ein beliebtes Wanderziel bei den Elsbethnern und den Bewohnern des Umlands. Im Jahre 1975 wurde er zum Naturdenkmal erklärt.
Der Kalkblock misst etwa 21 m Länge, 12 m Breite und 11 m Höhe und ist mit üppiger Vegetation bedeckt. Er entstand wie die Trockenen Klammen durch Felszerreißungen, da ein auf Lias-Mergel hängendes Schichtpaket aus Oberalmer Kalk ins Gleiten geriet, abrutschte und streifenweise auseinandergerissen wurde. Seinen Ursprung hatte er entweder in den Trockenen Klammen oder wurde durch den zurückgehenden Gletscher der Eiszeit an seinen heutigen Platz verfrachtet.
Er vermittelt heute eine ungefähre Vorstellung von den gewaltigen Kräften die in der Urzeit walteten.